# Katsuo Kuninaka
Katsuo Kuninaka (jap. 國中 勝男, Kuninaka Katsuo; * um 1950) ist ein japanischer Jazzmusiker (Kontrabass, Komposition).
Katsuo Kuninaka legte 1979 sein Debütalbum  Warm Current vor, das in wechselnden Besetzungen entstand, u. a. mit Ryōjirō Furusawa, Tadanori Konakawa, Akira Sakata, Masahiro Sayama, Kazunori Takeda und Yōsuke Yamashita und auch eigene Kompositionen enthielt. Im selben Jahr entstand Golden Live Stage (Frasco, 1979). 1980 lud ihn Joachim-Ernst Berendt mit seinem Quartett zu den Donaueschinger Musiktagen ein; dort wurde das Livealbum Dancing Islands (Next Wave, mit Shōta Koyoma, Kazutoki Umezu, Shigeharu Mukai) mit Kompositionen Kunikas mitgeschnitten. Mit Eiichi Hayashi, Kan Mikami und Shōta Koyama gehörte er zu der Formation Si Ren Bang (四人幇), mit der er das Album オレたちの事情 (Off Note, 2001) einspielte. Kuninaka war auch an Aufnahmen von Kazunori Takeda, Masahiko Togashi und Yosuke Yamashita (Jugemu, 1981) beteiligt; ferner trat er mit Jun Fukamachi auf.